# 10 000 mètres féminin aux championnats du monde d'athlétisme 1999
Navigation
Athènes 1997 Edmonton 2001
L'épreuve du 10 000 mètres féminin des championnats du monde d'athlétisme 1999 s'est déroulée le 26 août 1999 au Stade olympique de Séville, en Espagne. Elle est remportée par l'Éthiopienne Gete Wami.

## Résultats

### Finale
| Rang               | Athlète                 | Pays        | Temps          | Notes |
| ------------------ | ----------------------- | ----------- | -------------- | ----- |
| Médaille d'or      | Gete Wami               | Éthiopie    | 30 min 24 s 56 | CR    |
| Médaille d'argent  | Paula Radcliffe         | Royaume-Uni | 30 min 27 s 13 | NR    |
| Médaille de bronze | Tegla Loroupe           | Kenya       | 30 min 32 s 03 | NR    |
| 4                  | Harumi Hiroyama         | Japon       | 31 min 26 s 84 | SB    |
| 5                  | Chiemi Takahashi        | Japon       | 31 min 27 s 62 | SB    |
| 6                  | Merima Hashim           | Éthiopie    | 31 min 32 s 06 | PB    |
| 7                  | Berhane Adere           | Éthiopie    | 31 min 32 s 51 | PB    |
| 8                  | Teresa Recio            | Espagne     | 31 min 43 s 80 | PB    |
| 9                  | Marleen Renders         | Belgique    | 31 min 51 s 21 | PB    |
| 10                 | Olivera Jevtic          | Yougoslavie | 31 min 57 s 67 | SB    |
| 11                 | Deena Drossin           | États-Unis  | 32 min 11 s 14 |       |
| 12                 | Yuko Kawakami           | Japon       | 32 min 19 s 02 |       |
| 13                 | Restituta Joseph        | Tanzanie    | 32 min 20 s 26 |       |
| 14                 | María Abel              | Espagne     | 32 min 22 s 88 |       |
| 15                 | Ana Dias                | Portugal    | 32 min 37 s 72 |       |
| 16                 | Anne Marie Letko-Lauck  | États-Unis  | 32 min 57 s 07 |       |
| 17                 | Zheng Guixia            | Chine       | 32 min 59 s 83 |       |
| 18                 | Blandine Bitzner-Ducret | France      | 33 min 06 s 98 |       |
| 19                 | Dong Zhaoxia            | Chine       | 33 min 12 s 94 |       |
| 20                 | Lidiya Vasilevskaya     | Russie      | 33 min 13 s 21 |       |
| 21                 | María Luisa Larraga     | Espagne     | 33 min 15 s 98 |       |
| 22                 | Zahia Dahmani           | France      | 33 min 46 s 23 |       |
| 23                 | Priscilla Mamba         | Swaziland   | 38 min 45 s 18 |       |
| —                  | Fernanda Ribeiro        | Portugal    | DNF            |       |
| —                  | Asmae Leghzaoui         | Maroc       | DNF            |       |
| —                  | Leah Malot              | Kenya       | DNF            |       |
| —                  | Alice Timbilil          | Kenya       | DNF            |       |
| —                  | Annemari Sandell        | Finlande    | DNF            |       |
| —                  | Helena Sampaio          | Portugal    | DNF            |       |
| —                  | Libbie Johnson-Hickman  | États-Unis  | DNF            |       |
| —                  | Stella Castro           | Colombie    | DNS            |       |

## Légende
Records et Performances
- AR : Record continental (area record)
- CR : Record des championnats (championship record)
- MR : Record du meeting (meet record)
- NR : Record national (national record)
- OR : Record olympique (olympic record)
- PR : Record paralympique (paralympic record)
- PB : Record personnel (personal best)
- SB : Meilleure performance personnelle de la saison (season's best)
- WL : Meilleure performance mondiale de l'année (world leader)
- WJR : Record du monde junior (world junior record)
- WR : Record du monde (world record)

Circonstances et Conditions
- DNF : N'a pas terminé (did not finish)
- DNS : N'a pas pris le départ (did not start)
- DQ : Disqualification (disqualification)
- NM : Aucun essai valable enregistré (No Mark)
- Q : Qualifié « directement » au prochain tour (ou à la prochaine compétition), lors d'une compétition majeure, grâce au classement ou à la réalisation des minima (automatic qualifier)
- q : Qualifié au prochain tour (ou à la prochaine compétition), lors d'une compétition majeure, grâce au repêchage ou à la réalisation de l'une des meilleures performances parmi celles des « non qualifiés directement » (grâce au meilleur temps ou à la meilleure distance par exemple) (secondary qualifier)